# Léo Coly
Léo Coly (Francia, 9 de septiembre de 1999) es un jugador profesional francés de rugby que se desempeña en la posición de medio scrum en Montpellier Hérault Rugby, equipo perteneciente a la liga Top 14.

## Carrera
Coly es un jugador de formación francesa (JIFF). Comenzó su carrera deportiva con el equipo Biscarrosse Olympique Rugby, en el cual jugó cuatro temporadas (2012-2016), después pasó a Stade Montois (2016-2022), luego a Montpellier Hérault Rugby, donde lleva jugando dos temporadas.